# Svenska mästerskapen i längdskidåkning 1953
Svenska mästerskapen i längdskidåkning 1953 arrangerades, som en del av stora SM-veckan, i Filipstad den 15-22 februari.

## Medaljörer, resultat

### Herrar
| Gren              | Guld                                                              | Guld                                                              | Guld     | Silver                                                        | Silver                                                        | Silver   | Brons                                                         | Brons                                                         | Brons    |
| 15 km             | Nils Karlsson                                                     | IFK Mora                                                          | 54.04    | Per-Erik Larsson                                              | IFK Mora                                                      | 54.12    | Martin Lundström                                              | IFK Umeå                                                      | 54.16    |
| 30 km             | Åke Lundberg                                                      | Skellefteå SK                                                     | 1.48.00  | Enar Josefsson                                                | Skellefteå SK                                                 | 1.48.02  | Martin Lundström                                              | IFK Umeå                                                      | 1.48.15  |
| 50 km             | Curt Lövgren                                                      | Hällefors SK                                                      | 3.35.59  | Sigfrid Mattsson                                              | Skarpnäcks IF                                                 | 3.38.16  | Sixten Jernberg                                               | Lima IF                                                       | 3.38.29  |
| Stafett 3 x 10 km | IFK Mora (Gunnar Larsson, Sune Larsson, Per-Erik Larsson)         | IFK Mora (Gunnar Larsson, Sune Larsson, Per-Erik Larsson)         | 1.58.38  | Lima IF (Sixten Jernberg, Inge Limberg, Fride Larsson)        | Lima IF (Sixten Jernberg, Inge Limberg, Fride Larsson)        | 1.59.24  | IFK Umeå (Allan Adolfsson, B. Åström, Martin Lundström)       | IFK Umeå (Allan Adolfsson, B. Åström, Martin Lundström)       | 2.00.39  |
| Lagtävling 15 km  | IFK Mora lag I (Nils Karlsson, Per-Erik Larsson, Gunnar Eriksson) | IFK Mora lag I (Nils Karlsson, Per-Erik Larsson, Gunnar Eriksson) | 2.43.33  | Skellefteå SK (Enar Josefsson, James Warg, Sten Bergkvist)    | Skellefteå SK (Enar Josefsson, James Warg, Sten Bergkvist)    | 2.45.25  | IFK Umeå (Martin Lundström, Stig Gunnarsson, Allan Adolfsson) | IFK Umeå (Martin Lundström, Stig Gunnarsson, Allan Adolfsson) | 2.46.02  |
| Lagtävling 30 km  | Skellefteå SK (Åke Lundberg, Enar Josefsson, James Warg)          | Skellefteå SK (Åke Lundberg, Enar Josefsson, James Warg)          | 5.25.02  | IFK Umeå (Martin Lundström, Allan Adolfsson, Stig Gunnarsson) | IFK Umeå (Martin Lundström, Allan Adolfsson, Stig Gunnarsson) | 5.27.46  | IFK Mora lag I (Gunnar Eriksson, Nils Karlsson, G. Larsson)   | IFK Mora lag I (Gunnar Eriksson, Nils Karlsson, G. Larsson)   | 5.30.42  |
| Lagtävling 50 km  | Lima IF (Sixten Jernberg, Fride Larsson, Inge Limberg)            | Lima IF (Sixten Jernberg, Fride Larsson, Inge Limberg)            | 11.09.27 | Skellefteå SK (Sten Bergkvist, Enar Josefsson, Åke Lundberg)  | Skellefteå SK (Sten Bergkvist, Enar Josefsson, Åke Lundberg)  | 11.22.33 | Finnskoga IF                                                  | Finnskoga IF                                                  | 11.42.35 |

### Damer
| Gren             | Guld                                                                             | Guld                                                                             | Guld    | Silver                                                                           | Silver                                                                           | Silver  | Brons                                                    | Brons                                                    | Brons   |
| 10 km            | Sonja Edström                                                                    | Luleå SK                                                                         | 44.22   | Ulla Sahlberg                                                                    | Kramfors IF                                                                      | 45.18   | Margit Åsberg-Albrechtsson                               | Selångers SK                                             | 45.25   |
| Stafett 3 x 7 km | Arvidsjaurs IF (Hildur Vesterlund, Inga-Britt Löfmark, Gunnel Israelsson)        | Arvidsjaurs IF (Hildur Vesterlund, Inga-Britt Löfmark, Gunnel Israelsson)        | 1.42.20 | Selångers SK (Anna-Lisa Eriksson, Gunborg Johansson, Margit Åsberg-Albrechtsson) | Selångers SK (Anna-Lisa Eriksson, Gunborg Johansson, Margit Åsberg-Albrechtsson) | 1.43.03 | Vårby IK (I. Utterström, Berta Hallqvist, Märta Norberg) | Vårby IK (I. Utterström, Berta Hallqvist, Märta Norberg) | 1.44.16 |
| Lagtävling 10 km | Selångers SK (Margit Åsberg-Albrechtsson, Anna-Lisa Eriksson, Gunborg Johansson) | Selångers SK (Margit Åsberg-Albrechtsson, Anna-Lisa Eriksson, Gunborg Johansson) | 2.22.02 | IF Thor (Emmy Gauffin, Eivor Alm, Inga Löwdin)                                   | IF Thor (Emmy Gauffin, Eivor Alm, Inga Löwdin)                                   | 2.22.32 | Vårby IK (Märta Norberg, Berta Hallqvist, I. Utterström) | Vårby IK (Märta Norberg, Berta Hallqvist, I. Utterström) | 2.24.58 |

### Webbkällor
- Svenska Skidförbundet